# Golfe nos Jogos Olímpicos de Verão de 2020 - Individual masculino
O torneio individual masculino de golfe nos Jogos Olímpicos de Verão de 2020 ocorreu entre 29 de julho e 1 de agosto de 2021 no campo leste do Kasumigaseki Country Club, em Tóquio. Um total de 60 golfistas de 35 Comitês Olímpicos Nacionais (CON) participaram do evento.
Xander Schauffele, dos Estados Unidos, conquistou a medalha de ouro, seguido de Rory Sabbatini, da Eslováquia, com a prata e Pan Cheng-tsung, de Taipé Chinês, com o bronze.

## Qualificação
Cada CON poderia qualificar de um a quatro golfistas, com base no ranking de 21 de junho de 2021. Os 60 melhores golfistas, sujeitos aos limites por nação e às garantias para país-sede e representação continental, foram selecionados. Uma nação poderia ter três ou quatro golfistas se todos estivessem entre os 15 melhores do ranking; de outra maneira, cada nação estaria limitada a dois golfistas. Uma vaga foi garantida ao país-sede, Japão, e outras cinco foram garantidas para permitir representação em todos os continentes.

## Formato
Seguindo o formato utilizado quando do retorno do golfe aos Jogos Olímpicos em 2016, a competição é um torneio de quatro rodadas de jogo por tacadas, com o menor placar após os 72 buracos vencendo.

## Calendário
Horário local (UTC+9)
| Data                | Hora | Rodada          |
| ------------------- | ---- | --------------- |
| 29 de julho de 2021 | 7:30 | Primeira rodada |
| 30 de julho de 2021 | 7:30 | Segunda rodada  |
| 31 de julho de 2021 | 7:30 | Terceira rodada |
| 1 de agosto de 2021 | 7:30 | Rodada final    |

## Medalhistas
| Ouro   | USA Xander Schauffele |
| Prata  | SVK Rory Sabbatini    |
| Bronze | TPE Pan Cheng-tsung   |

## Resultados

### Primeira rodada
Quinta-feira, 29 de julho de 2021
O austríaco Sepp Straka conseguiu o birdie em três buracos consecutivos e terminou com um total de 63 tacadas (−8) para ficar com a liderança da primeira rodada. Uma tacada atrás estava Jazz Janewattananond da Tailândia, que também não fez nenhum bogey dentro das 64 tacadas. O belga Thomas Pieters conseguiu um eagle no 11º buraco e totalizou 65 tacadas, empatado com Carlos Ortiz no terceiro lugar, a duas tacadas do líder.
O último campeão do Open Collin Morikawa, nº 3 do mundo, abriu a competição com 69 (−2). O campeão do Masters Hideki Matsuyama estava a –4 do par no oitavo buraco, porém cometeu dois bogeys para voltar para –2.
| Pos. | Golfista             | CON              | Resultado | Para o par |
| ---- | -------------------- | ---------------- | --------- | ---------- |
| 1    | Sepp Straka          | AUT Áustria      | 63        | −8         |
| 2    | Jazz Janewattananond | THA Tailândia    | 64        | −7         |
| =3   | Carlos Ortiz         | MEX México       | 65        | −6         |
| =3   | Thomas Pieters       | BEL Bélgica      | 65        | −6         |
| =5   | Joachim B. Hansen    | DEN Dinamarca    | 66        | −5         |
| =5   | Juvic Pagunsan       | PHI Filipinas    | 66        | −5         |
| =5   | Jhonattan Vegas      | VEN Venezuela    | 66        | −5         |
| =8   | Paul Casey           | GBR Grã-Bretanha | 67        | −4         |
| =8   | Anirban Lahiri       | IND Índia        | 67        | −4         |
| =8   | Sebastián Muñoz      | COL Colômbia     | 67        | −4         |
| =8   | Alex Norén           | SWE Suécia       | 67        | −4         |

### Segunda rodada
Sexta-feira, 30 de julho de 2021
Trovoadas causaram adiamentos na rodada e 16 golfustas não completaram a segunda rodada na sexta-feira. O americano Xander Schauffele foi o líder ao final do dia após conseguir um –8, com 63 tacadas. Ele estava uma tacada à frente de Ortiz, do México.
| Pos. | Golfista             | CON                | Resultado | Para o par |
| ---- | -------------------- | ------------------ | --------- | ---------- |
| 1    | Xander Schauffele    | USA Estados Unidos | 68-63=131 | −11        |
| 2    | Carlos Ortiz         | MEX México         | 65-67=132 | −10        |
| 3    | Hideki Matsuyama     | JPN Japão          | 69-64=133 | −9         |
| =4   | Alex Norén           | SWE Suécia         | 67-67=134 | −8         |
| =4   | Mito Pereira         | CHI Chile          | 69-65=134 | −8         |
| =4   | Sepp Straka          | AUT Áustria        | 63-71=134 | −8         |
| =7   | Paul Casey           | GBR Grã-Bretanha   | 67-68=135 | −7         |
| =7   | Jazz Janewattananond | THA Tailândia      | 64-71=135 | −7         |
| =7   | Shane Lowry          | IRL Irlanda        | 70-65=135 | −7         |
| =7   | Rory McIlroy         | IRL Irlanda        | 69-66=135 | −7         |

### Terceira rodada
Sábado, 31 de julho de 2021
| Pos. | Golfista          | CON                | Resultado    | Para o par |
| ---- | ----------------- | ------------------ | ------------ | ---------- |
| 1    | Xander Schauffele | USA Estados Unidos | 68-63-68=199 | −14        |
| 2    | Hideki Matsuyama  | JPN Japão          | 69-64-67=200 | −13        |
| =3   | Paul Casey        | GBR Grã-Bretanha   | 67-68-66=201 | −12        |
| =3   | Carlos Ortiz      | MEX México         | 65-67-69=201 | −12        |
| =5   | Rory McIlroy      | IRL Irlanda        | 69-66-67=202 | −11        |
| =5   | Sebastián Muñoz   | COL Colômbia       | 67-69-66=202 | −11        |
| =5   | Mito Pereira      | CHI Chile          | 69-65-68=202 | −11        |
| =5   | Sepp Straka       | AUT Áustria        | 63-71-68=202 | −11        |
| =9   | Tommy Fleetwood   | GBR Grã-Bretanha   | 70-69-64=203 | −10        |
| =9   | Shane Lowry       | IRL Irlanda        | 70-65-68=203 | −10        |

### Rodada final
Domingo, 1 de agosto de 2021
Pan Cheng-tsung conquistou a medalha de bronze após um playoff em morte súbita com sete golfistas, após Morikawa ter sido eliminado por um par no quarto buraco extra. Rory McIlroy, Sebastián Muñoz e Mito Pereira foram eliminados por um birdie no terceiro buraco extra, e Paul Casey e Matsuyama foram eliminados por um par no primeiro buraco extra.
| Pos.              | Golfista                   | CON                 | Rodada 1 | Rodada 2 | Rodada 3 | Rodada 4 | Total | Para o par |
| ----------------- | -------------------------- | ------------------- | -------- | -------- | -------- | -------- | ----- | ---------- |
| Medalha de ouro   | Xander Schauffele          | USA Estados Unidos  | 68       | 63       | 68       | 67       | 266   | −18        |
| Medalha de prata  | Rory Sabbatini             | SVK Eslováquia      | 69       | 67       | 70       | 61       | 267   | −17        |
| Medalha de bronze | Pan Cheng-tsung            | TPE Taipé Chinês    | 74       | 66       | 66       | 63       | 269   | −15        |
| =4                | Paul Casey                 | GBR Grã-Bretanha    | 67       | 68       | 66       | 68       | 269   | −15        |
| =4                | Hideki Matsuyama           | JPN Japão           | 69       | 64       | 67       | 69       | 269   | −15        |
| =4                | Rory McIlroy               | IRL Irlanda         | 69       | 66       | 67       | 67       | 269   | −15        |
| =4                | Collin Morikawa            | USA Estados Unidos  | 69       | 70       | 67       | 63       | 269   | −15        |
| =4                | Sebastián Muñoz            | COL Colômbia        | 67       | 69       | 66       | 67       | 269   | −15        |
| =4                | Mito Pereira               | CHI Chile           | 69       | 65       | 68       | 67       | 269   | −15        |
| =10               | Joaquín Niemann            | CHI Chile           | 70       | 69       | 66       | 65       | 270   | −14        |
| =10               | Cameron Smith              | AUS Austrália       | 71       | 67       | 66       | 66       | 270   | −14        |
| =10               | Sepp Straka                | AUT Áustria         | 63       | 71       | 68       | 68       | 270   | −14        |
| 13                | Corey Conners              | CAN Canadá          | 69       | 71       | 66       | 65       | 271   | −13        |
| =14               | Abraham Ancer              | MEX México          | 69       | 69       | 66       | 68       | 272   | −12        |
| =14               | Viktor Hovland             | NOR Noruega         | 68       | 69       | 71       | 64       | 272   | −12        |
| =16               | Christiaan Bezuidenhout    | RSA África do Sul   | 68       | 70       | 68       | 67       | 273   | −11        |
| =16               | Tommy Fleetwood            | GBR Grã-Bretanha    | 70       | 69       | 64       | 70       | 273   | −11        |
| =16               | Alex Norén                 | SWE Suécia          | 67       | 67       | 72       | 67       | 273   | −11        |
| =16               | Thomas Pieters             | BEL Bélgica         | 65       | 76       | 64       | 68       | 273   | −11        |
| =16               | Jhonattan Vegas            | VEN Venezuela       | 66       | 70       | 70       | 67       | 273   | −11        |
| =16               | Scott Vincent              | ZIM Zimbabwe        | 73       | 67       | 66       | 67       | 273   | −11        |
| =22               | Thomas Detry               | BEL Bélgica         | 70       | 67       | 68       | 69       | 274   | −10        |
| =22               | Im Sung-jae                | KOR Coreia do Sul   | 70       | 73       | 63       | 68       | 274   | −10        |
| =22               | Shane Lowry                | IRL Irlanda         | 70       | 65       | 68       | 71       | 274   | −10        |
| =22               | Patrick Reed               | USA Estados Unidos  | 68       | 71       | 70       | 65       | 274   | −10        |
| =22               | Justin Thomas              | USA Estados Unidos  | 71       | 70       | 68       | 65       | 274   | −10        |
| =27               | Joachim B. Hansen          | DEN Dinamarca       | 66       | 73       | 67       | 69       | 275   | −9         |
| =27               | Jazz Janewattananond       | THA Tailândia       | 64       | 71       | 72       | 68       | 275   | −9         |
| =27               | Renato Paratore            | ITA Itália          | 71       | 70       | 67       | 67       | 275   | −9         |
| =27               | Matthias Schwab            | AUT Áustria         | 69       | 69       | 70       | 67       | 275   | −9         |
| =27               | Sami Välimäki              | FIN Finlândia       | 70       | 70       | 68       | 67       | 275   | −9         |
| =32               | Kim Si-woo                 | KOR Coreia do Sul   | 68       | 71       | 70       | 67       | 276   | −8         |
| =32               | Guido Migliozzi            | ITA Itália          | 71       | 65       | 68       | 72       | 276   | −8         |
| =32               | Wu Ashun                   | CHN China           | 72       | 71       | 67       | 66       | 276   | −8         |
| =35               | Romain Langasque           | FRA França          | 69       | 70       | 69       | 69       | 277   | −7         |
| =35               | Hurly Long                 | GER Alemanha        | 70       | 70       | 70       | 67       | 277   | −7         |
| =35               | Fabrizio Zanotti           | PAR Paraguai        | 73       | 67       | 68       | 69       | 277   | −7         |
| =38               | Adri Arnaus                | ESP Espanha         | 68       | 69       | 74       | 67       | 278   | −6         |
| =38               | Rasmus Højgaard            | DEN Dinamarca       | 73       | 68       | 66       | 71       | 278   | −6         |
| =38               | Rikuya Hoshino             | JPN Japão           | 71       | 68       | 73       | 66       | 278   | −6         |
| =38               | Yuan Yechun                | CHN China           | 69       | 68       | 70       | 71       | 278   | −6         |
| =42               | Ryan Fox                   | NZL Nova Zelândia   | 70       | 72       | 73       | 64       | 279   | −5         |
| =42               | Anirban Lahiri             | IND Índia           | 67       | 72       | 68       | 72       | 279   | −5         |
| =42               | Carlos Ortiz               | MEX México          | 65       | 67       | 69       | 78       | 279   | −5         |
| =45               | Gunn Charoenkul            | THA Tailândia       | 71       | 71       | 71       | 67       | 280   | −4         |
| =45               | Maximilian Kieffer         | GER Alemanha        | 73       | 69       | 67       | 71       | 280   | −4         |
| =45               | Henrik Norlander           | SWE Suécia          | 68       | 73       | 72       | 67       | 280   | −4         |
| =45               | Antoine Rozner             | FRA França          | 68       | 69       | 73       | 70       | 280   | −4         |
| =45               | Kalle Samooja              | FIN Finlândia       | 75       | 68       | 70       | 67       | 280   | −4         |
| 50                | Mackenzie Hughes           | CAN Canadá          | 69       | 72       | 65       | 75       | 281   | −3         |
| =51               | Marc Leishman              | AUS Austrália       | 70       | 71       | 72       | 69       | 282   | −2         |
| =51               | Adrian Meronk              | POL Polônia         | 72       | 71       | 69       | 70       | 282   | −2         |
| =53               | Garrick Higgo              | RSA África do Sul   | 71       | 71       | 70       | 72       | 284   | E          |
| =53               | Kristian Krogh Johannessen | NOR Noruega         | 72       | 70       | 71       | 71       | 284   | E          |
| 55                | Juvic Pagunsan             | PHI Filipinas       | 66       | 73       | 76       | 70       | 285   | +1         |
| 56                | Udayan Mane                | IND Índia           | 76       | 69       | 70       | 72       | 287   | +3         |
| =57               | Rafael Campos              | PUR Porto Rico      | 73       | 73       | 70       | 72       | 288   | +4         |
| =57               | Gavin Green                | MAS Malásia         | 74       | 72       | 70       | 72       | 288   | +4         |
| 59                | Jorge Campillo             | ESP Espanha         | 70       | 75       | 69       | 75       | 289   | +5         |
| 60                | Ondřej Lieser              | CZE República Checa | 72       | 77       | 73       | 72       | 294   | +10        |